# Filiolus apicalis
Filiolus apicalis là một loài ruồi trong họ Asilidae. Filiolus apicalis được Becker miêu tả năm 1913.